# علقمة جذل الطعان
هو علقمة بن فراس بن غنم بن ثعلبة بن مالك بن كنانة بن خزيمة ، وكان من بني فراس من قبيلة كنانة وهو أحد فرسان العرب المعدودين و كان سيد قومه بني فراس في حرب الفجار بين كنانة و قيس عيلان.